# Strosnijder

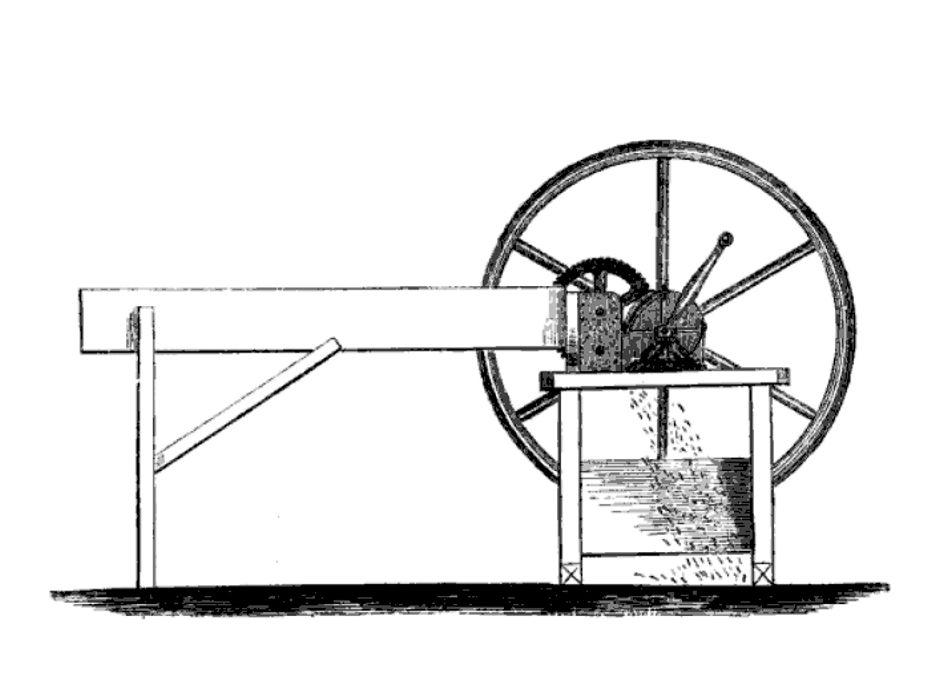
Geautomatiseerde strosnijder

Met een strosnijder werd vroeger het stro voor verschillende doeleinden met de hand in stukken gesneden.
Het gesneden stro werd als strooisel voor het vee gebruikt en ook wel samen met voederbieten aan het vee gevoerd.

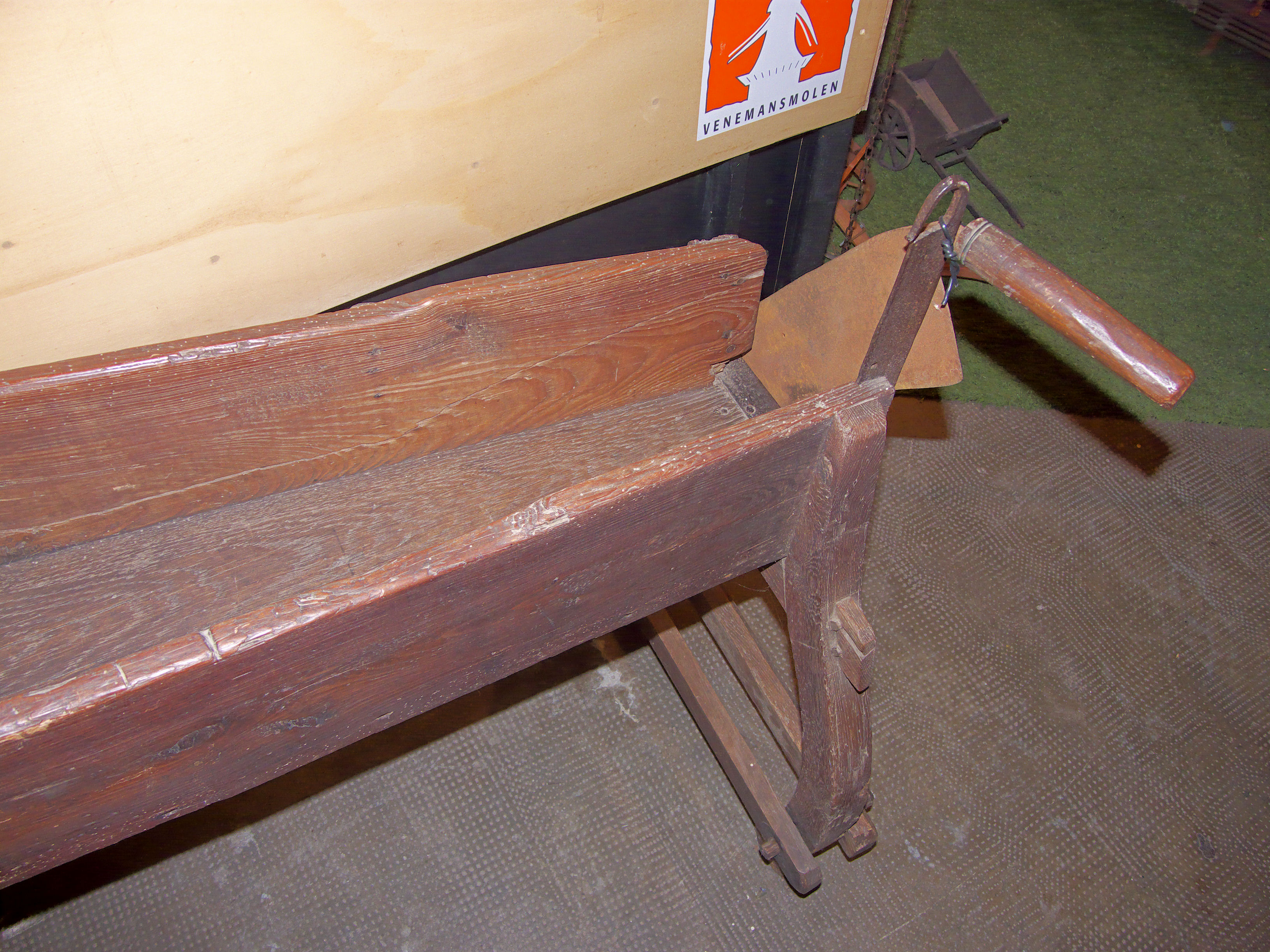
Handstrosnijder in de Venemansmolen